# Kapitałka

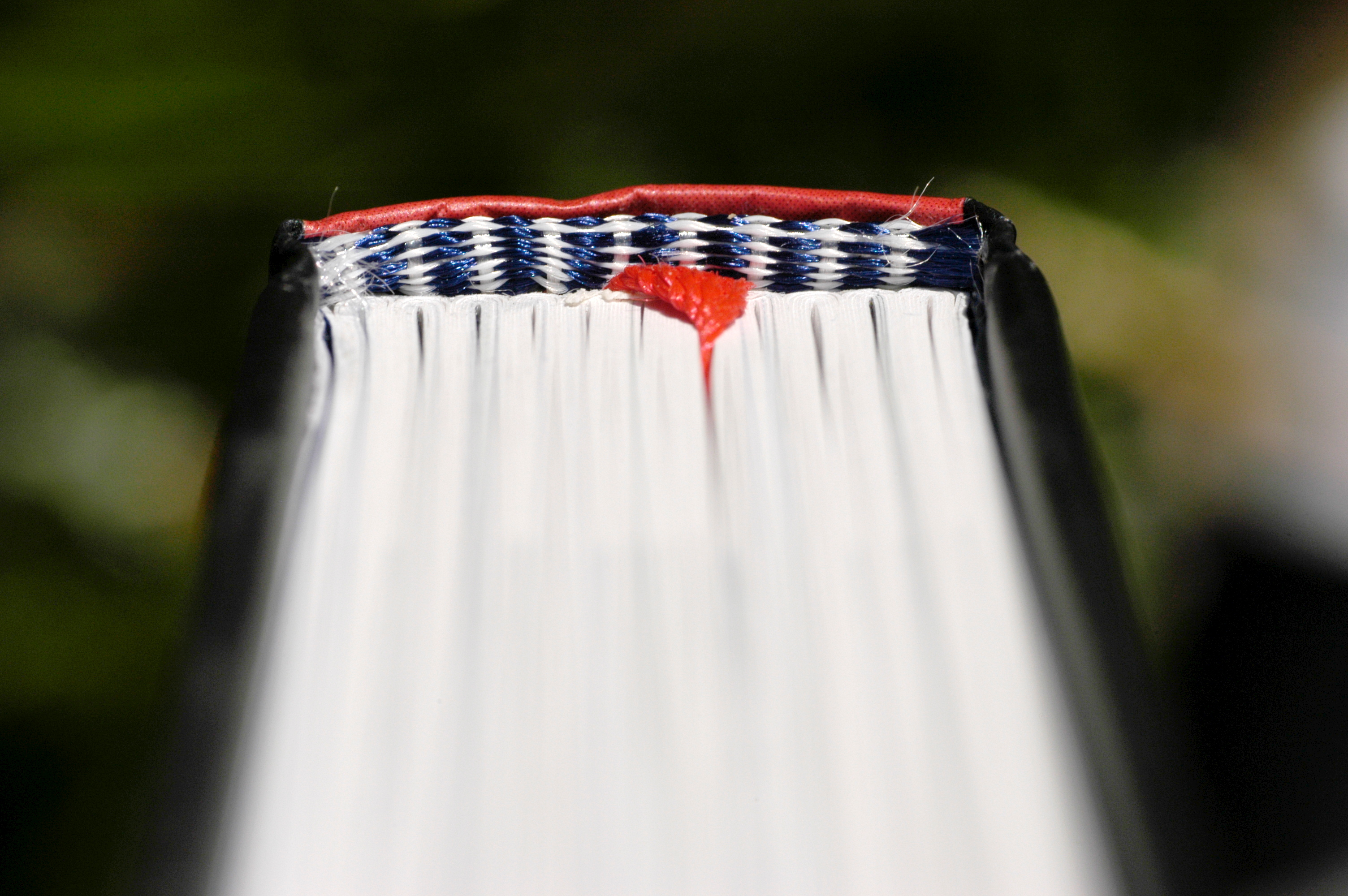
Kapitałka

Kapitałka – rodzaj tkaniny introligatorskiej w postaci tasiemki szerokości 13–15 mm z wyraźnie pogrubionym jednym z brzegów, zwanym lamówką, o grubości około 2 mm, chroni krawędź bloku książki.
Kapitałka jest naklejana na oba końce grzbietu wkładu (w główce i nóżkach) w oprawach złożonych składających się z większej liczby składek (zwykle powyżej 10 arkuszy). Służy do mechanicznego wzmocnienia oprawy, stanowiąc jednocześnie element ozdobny, zakrywający widok na krawędź grzbietu wkładu z widocznym jego klejeniem i szyciem. Elementem zakrywającym jest właśnie lamówka.
Kapitałka jest wyrabiana z jedwabiu (naturalnego lub sztucznego), półjedwabiu (mieszanka z bawełną), bawełny, barwy najczęściej białej lub lekko kremowej, z charakterystycznym jedwabistym połyskiem lamówki bądź skóry. Jest tkaniną z zasady nieapreturowaną (jedynie w nakładach maszynowych jest delikatnie apreturowana). W przypadku kapitałek w innych kolorach zabarwienie pochodzi od koloru nici, z których jest tkana kapitałka.
Kapitałka bywa również pleciona lub szyta bezpośrednio na wkładzie, jej kolor powinien odpowiadać barwie oprawy.